# Шманьківська сільська рада
Шма́ньківська сільська́ ра́да — колишня адміністративно-територіальна одиниця та орган місцевого самоврядування в Україні, в Чортківському районі Тернопільської области. Адміністративний центр — с. Шманьківці.

## Загальні відомості
- Територія ради: 14,405 км²
- Населення ради: 729 осіб (2014)
- Територією ради протікає річка Нічлава

## Населені пункти
Сільській раді були підпорядковані населені пункти:
- с. Шманьківці

## Історія ради

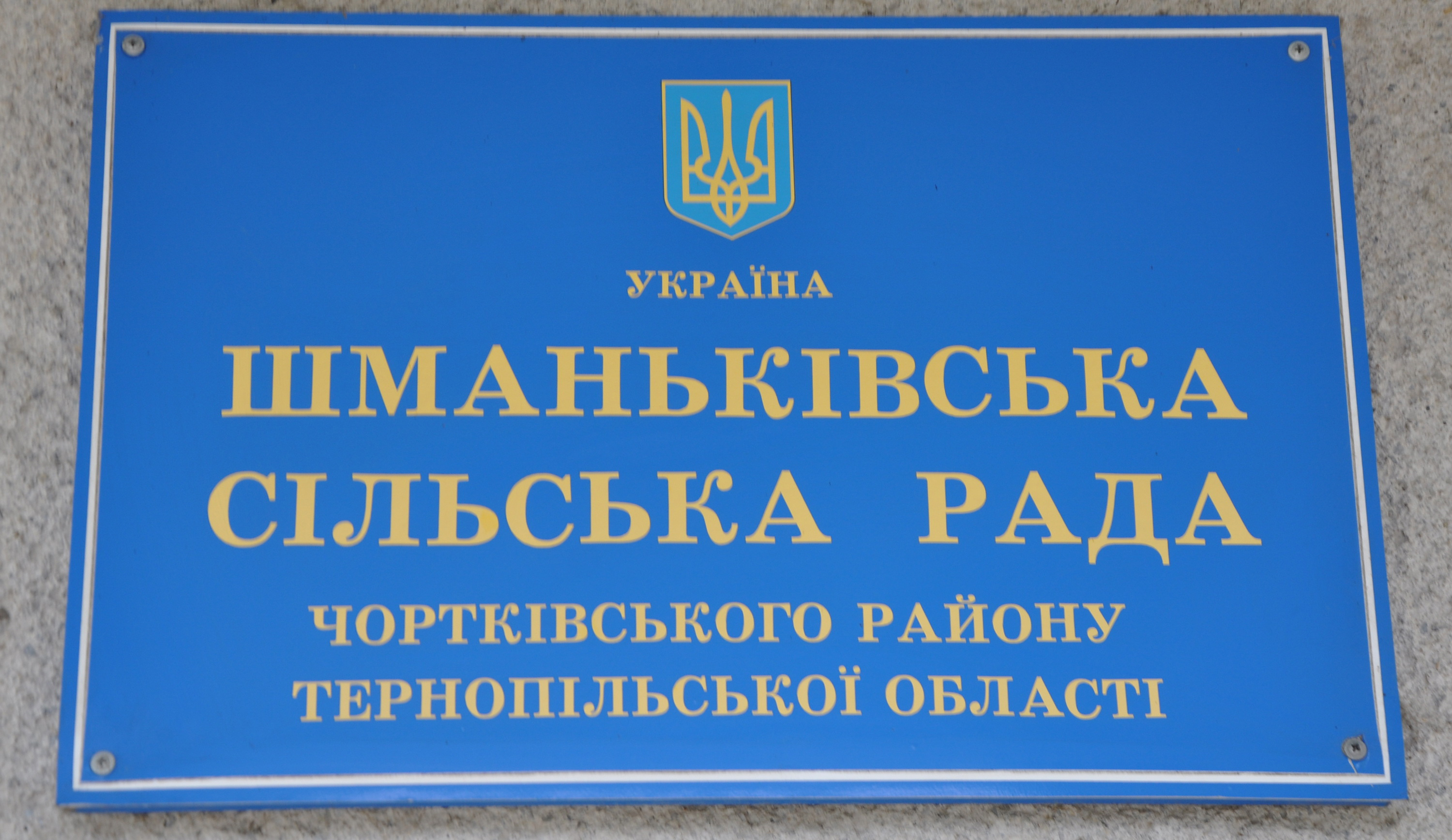
Вивіска колишньої Шманьківської сільської ради

Сільська рада утворена у вересні 1939 року.
У березні 1944 році сільська рада відновлена.
25 березня 1954 року до Шманьківської сільської ради приєдналася Швайківська сільська рада.
У 1959 році с. Шманьківчики від'єднано від Залісянської сільської ради і приєднано до Шманьківської сільської ради.
У 1962 році с. Швайківці від'єднано від Шманьківської сільської ради і приєднано до Горішньовигнанської сільської ради.
27 листопада 2020 року увійшла до складу Заводської селищної громади.

## Географія
Шманьківська сільська рада межувала з: Швайківською, Шманьківчицькою, Колиндянською та Пастушівською сільськими радами.

## Склад ради
Рада складалася з 12 депутатів та голови.

### Голови ради
| Прізвище, ім'я, по батькові   | Основні відомості | Дата обрання  | Дата звільнення |
| ----------------------------- | ----------------- | ------------- | --------------- |
| Стратій Микола Прокопович     | Сільський голова  | невідомо      | невідомо        |
| Галайда Федір Іванович        | Сільський голова  | січень 1954   | лютий 1955      |
| Поленець Михайло Павлович     | Сільський голова  | березень 1955 | лютий 1958      |
| Галайда Федір Іванович        | Сільський голова  | лютий 1958    | лютий 1961      |
| Гуменюк Ярослав Захарович     | Сільський голова  | березень 1961 | червень 1971    |
| Білянінов Юрій Петрович       | Сільський голова  | червень 1971  | червень 1975    |
| Ксенич Ярослав Семенович      | Сільський голова  | червень 1975  | серпень 1976    |
| Бедрій Микола Васильович      | Сільський голова  | серпень 1976  | червень 1977    |
| Годунов Валентин Михайлович   | Сільський голова  | червень 1977  | березень 1980   |
| Слободян Ярослав Йосипович    | Сільський голова  | березень 1980 | 1990            |
| Захарчук Петро Ілліч          | Сільський голова  | 1990          | 1991            |
| Паньків Віра Миколаївна       | Сільський голова  | 1991          | 1994            |
| Паньків Віра Миколаївна       | Сільський голова  | 1994          | 1998            |
| Стодола Юрій Михайлович       | Сільський голова  | 1998          | 2002            |
| Човник Мирослав Модестович    | Сільський голова  | 2002          | 2006            |
| Човник Мирослав Модестович    | Сільський голова  | 26.03.2006    | 31.10.2010      |
| Човник Мирослав Модестович    | Сільський голова  | 31.10.2010    | 25.10.2015      |
| Ніколайченко Надія Михайлівна | Сільський голова  | 25.10.2015    | 27.11.2020      |

### Секретарі ради
| Прізвище, ім'я, по батькові   | Основні відомості | Дата обрання | Дата звільнення |
| ----------------------------- | ----------------- | ------------ | --------------- |
| Кузик Галина Євстахівна       | Секретар ради     | 1990         | 1991            |
| Кузик Галина Євстахівна       | Секретар ради     | 1991         | 1994            |
| Кузик Галина Євстахівна       | Секретар ради     | 1994         | 1998            |
| Кузик Галина Євстахівна       | Секретар ради     | 1998         | 2002            |
| Ніколайченко Надія Михайлівна | Секретар ради     | 2002         | 2006            |
| Ніколайченко Надія Михайлівна | Секретар ради     | 2006         | 2010            |
| Ніколайченко Надія Михайлівна | Секретар ради     | 2010         | 2015            |
| Волощук Галина Михайлівна     | Секретар ради     | 2015         | 27.11.2020      |

### Депутати

#### VII скликання
За результатами місцевих виборів 2015 року депутатами ради стали:
1. Палиця Євстахій Іванович
2. Терес Михайло Степанович
3. Котик Михайло Васильович
4. Шкабар Лідія Володимирівна
5. Доскоч Надія Романівна
6. Халанич Наталія Володимирівна
7. Мацьків Володимир Михайлович
8. Гермак Романія Юріївна
9. Волощук Галина Михайлівна
10. Ємельянов Олег Анатолійович
11. Роман Іванна Володимирівна
12. Мацьків Іван Михайлович

#### VI скликання
За результатами місцевих виборів 2010 року депутатами ради стали:
1. Гнатишин Тарас Михайлович
2. Хмельовська Наталія Василівна
3. Котик Михайло Васильович
4. Шкабар Лідія Володимирівна
5. Зелінський Володимир Ігорович
6. Нікорович Михайло Богданович
7. Волощук Галина Михайлівна
8. Забіяка Іван Йосипович
9. Святковська Галина Зіновіївна
10. Мальків Михайло Володимирович
11. Гришик Олег Олександрович
12. Ніколайченко Надія Михайлівна

#### V скликання
За результатами місцевих виборів 2006 року депутатами ради стали:
1. Вишньовська Марія Антонівна
2. Гермак Степан Томкович
3. Горячий Григорій Мирославович
4. Грушевський Ігор Осипович
5. Гуменюк Мстислав Романович
6. Данильчак Роман Євстахович
7. Захарчук Юрій Михайлович
8. Литвин Роман Олексович
9. Ніколайченко Надія Михайлівна
10. Підкова Іван Іванович
11. Підкова Іван Левкович
12. Репета Мирон Богданович
13. Сагайдак Надія Михайлівна
14. Сірська Віра Володимирівна
15. Стодола Михайло Йосипович

#### IV скликання
За результатами місцевих виборів 2002 року депутатами ради стали:
1. Грушевський Ігор Йосипович
2. Гуменюк Мстислав Романович
3. Горячий Григорій Мирославович
4. Литвин Роман Олексович
5. Данильчак Роман Євстахович
6. Вишньовська Марія Антонівна
7. Стодола Михайло Йосипович
8. Гермак Степан Томкович
9. Сірська Віра Володимирівна
10. Підкова Іван Іванович
11. Захарчук Юрій Михайлович
12. Підкова Іван Левкович
13. Сагайдак Надія Михайлівна
14. Репета Мирон Богданович
15. Ніколайченко Надія Михайлівна

#### III скликання
За результатами місцевих виборів 1998 року депутатами ради стали:
1. Грушевський Ігор Йосипович
2. Хмельовська Наталія Василівна
3. Горячий Григорій Мирославович
4. Гикава Мирослава Володимирівна
5. Польовий  Михайло Франкович
6. Вишньовська Марія Антонівна
7. Стодола Марія Петрівна
8. Гермак Степан Томкович
9. Підкова Іван Левкович
10. Стратій Микола Михайлович
11. Палиця Євстахій Іванович
12. Шевчук Мирослав Степанович
13. Сагайдак Надія Михайлівна
14. Ніколайченко Надія Михайлівна
15. Боднар Станіслава Антонівна

#### II скликання
За результатами місцевих виборів 1994 року депутатами ради стали:
1. Кузик Галина Євстахівна
2. Бойко Галина Йосипівна
3. Гикава Мирослава Володимирівна
4. Коростіль Михайло Васильович
5. Вавриневич Роман Юліанович
6. Ушій Нестор Семенович
7. Стодола Михайло Йосипович
8. Захарчук Петро Ілліч
9. Беренда Аркадій Петрович
10. Стратій Микола Михайлович
11. Вавриневич Орест Петрович
12. Захарчук Юрій Михайлович
13. Воробель Надія Іринеївна
14. Гончарук Іван Ігнатович
15. Захарчук Надія Антонівна

#### I скликання
За результатами місцевих виборів 1990 року депутатами ради стали:
1. Гнатишин Михайло Йосипович
2. Вавриневич Лев Петрович
3. Вавриневич Роман Юліанович
4. Гуменюк Ярослав Захарович
5. Захарчук Петро Ілліч
6. Беренда Аркадій Петрович
7. Зятик Олена Олексіївна
8. Стодола Михайло Йосипович
9. Кузик Галина Євстахівна
10. Пилипів Василь Іванович
11. Костів Павло Франкович
12. Гаврушко Стефанія Михайлівна
13. Петричко Петро Михайлович
14. Садляк Володимир Михайлович
15. Бабин Василь Петрович
16. Човник Мирослав Модестович
17. Деркач Люба Петрівна
18. Захарчук Ярослава Василівна
19. Черкасова Ольга Юліанівна